# 法制史
法制史（ほうせいし）とは、法律の歴史や、歴史上の法律のあり方について研究する学問。法史学（ほうしがく）・国制史（こくせいし）などとも呼ばれる。
歴史学としての側面と法律学としての側面を併せ持っており、歴史学の分野からは法律制度やこれに基づく国家体制の変遷などを明らかにする学問であり、法律学の分野からは法律の発展を歴史学的方法を通じて明らかにする学問である。

## 概要
法制史と法律学・歴史学との関係については、法制史を法解釈学と結びつけて新たな法理の形成を促そうとする考え方と現行の法社会との直接統合の可能性を否定して法制度に関する歴史学としての立場を追究する動きがあった。だが、法律の法典化・近代化の進行とともに前者の存立余地が減少していったのみならず、法の発展の歴史全体における位置づけが不明確となり、法制史が独立して存在する意義が失われてしまうとの批判がある。一方、後者の立場から法社会学などとともに基礎法学の一角を占めて「近代法とは何か」という基礎認識を導くために法の発展に関係する全ての歴史事象を研究する学問に徹するべきであるとする見解も存在する。
特に、明治維新によって律令法・幕府法と近代法との断絶が生じた日本においては現実の法律運用に日本の歴史の大部分を占める明治以前の法制史研究が生かされる事が皆無に近く、専ら比較法学の立場から日本法の歴史的特殊性を論じる事に終始したため、法律学の立場からはその存在意義に疑問が出され続けてきた。
第2次世界大戦後、社会史や経済史の観点から法制史への関心が高まる一方で、従来の国家制度とその法律の歴史研究に限定されてきた法制史研究に批判も登場した。このため、法律そのものの歴史のみならず、それを生み出してきた社会の仕組みや人々の法観念などの研究も行われるようになり、比較対象も中国やヨーロッパのみならず全世界的となった。このため、従来の固定された「法制史」という枠から決別して社会規範全般の歴史を扱う意味での「法史学」や反対に従来の「法制史」の中核であった国家体制・法制の歴史に特化した「国制史」（憲法史・ドイツ語の「Verfassungsgeschichte」）などの呼び名も用いられるようになった。
なお、現在の日本の大学の法制史教育は法学部において主に行われ、法制史を日本法制史・東洋法制史（もしくは中国法制史）・西洋法制史（ローマ法・カノン法・ドイツ法・フランス法・イギリス法など）に分けて講座が編成される事が多い。

## 歴史

### 法制史の発生
ルネサンス以後のヨーロッパにおいて、古代ローマ帝国のローマ法が継受されて復権したことにより、古い法制度を研究して現在の法制度のあり方に反映させる意図で発達した。特に19世紀のドイツでは法典論争の勃発を機にサヴィニーを中心として「歴史学派」が形成されるが、やがてドイツ法の根源をローマ法に求めるサヴィニーを中心とするロマニステンと、ギールケ（en/de）やサヴィニーのかつての弟子であったヤーコプ・グリムらを中心とするゲルマン法に求めるゲルマニステンが対立する法典論争が勃発して、現在の法律及びその根源を求めるための法制史研究が特に盛んになった。結果的にはサヴィニーが起こしたパンデクテン法学に基づいたドイツ民法典が制定（1896年）されて一区切りが付く。だが、ゲルマニステンの活動はローマ法の継受を受けていない社会（例えば日本）においても法制史の形成を促した点は大きい。また、ローマ法の影響を直接的には受けなかったイギリスでも歴史学派が勃興し、イギリスにおけるローマ法史を研究したヘンリー・メイン（en）や法の歴史的類型の研究を行ったヴィノグラドフ（en）を経てメイトランド（en）によってコモン・ローの歴史研究が本格化することとなる。

### 明法道・有職故実の律令・官制研究
日本では明治以前においても明法道・有職故実の研究の一環として律令や格式、官制などの研究が行われる事もあったが、明法道にとっての律令格式や室町幕府の武家故実（御成敗式目などの鎌倉幕府の法令を含む）などは、形式上は現行法であったことに加えて明法家や故実家がこうした知識を家学化してその道の権威として自己の家格を維持するために用いられたために、知識そのものが「秘伝」とされ、あるいは蓄積された知識を用いて自己都合による解釈が行われるなど「学問」からかけ離れた側面も有した。
江戸時代中期以後になると、古辞学の発展の影響を受けて古い法制に関する研究が盛んになった。これは江戸幕府が自己の法体系の確立を進める中で、従来の法が現行法としての色彩を薄めてきたという事情もある。新井白石・本居宣長・塙保己一などが代表的な研究家として挙げられる。また、律令が中国法からの継受であるとされたことから、中国律令に関する研究も行われ、享保年間の伊藤東涯（『制度通』）や荻生北渓、高瀬喜朴の研究が知られ、『唐六典』の校勘を行った近衛家煕もここに含める事が出来る。ただし、こうした研究は儒学や国学からの派生的研究として行われていたこと、また動機の中に「先例」の1つとして実際の政治・法制へ生かすことが含まれていたことも特徴として挙げられる。また、壺井義知・伊勢貞丈ら有職故実研究の立場に立った律令・官制研究も展開されていくことになる。

### 近代日本の法制史学の成立
明治維新に伴う西洋の法制及び法律学の移入とともに、近代日本の法制史の始まる事になる。1874年に東京開成学校（後の東京大学）において、イギリス人講師による「羅馬法（ローマ法）」講義が行われ、3年後の1877年に小中村清矩によって「日本古代法律」と呼ばれる日本法制史の講義が行われた。もっとも、当時の太政官制を中心とする政治体制は旧来の律令制と近代国制の混合形態であり、当時の日本法制史も旧来の有職故実の延長であった。この頃から、法制整備を目的に律令法や幕府法の研究が行われ、『憲法志料』や『大日本租税志』、『徳川禁令考』、『古事類苑』などが刊行された。この時期に活躍したのは国学や水戸学の研究家であり、前述の小中村清矩や『大日本史』の官職志や刑法志を編纂した栗田寛、日本経済史の草分けの1人である横井時冬、1890年に日本最初の法制史の概説書である『日本制度通』を執筆した萩野由之・池辺義象、その他に木村正辞、黒川真頼、横山由清などがその代表的な研究家であった。特に小中村や栗田は東京帝国大学における歴史学の基礎を築いた事からその後の法制史に与えた影響も大きい。その一方で、西洋の法制史の文献も日本に流入してきており、1884年にはヘンリー・メインの『Ancient Law』 が文部省の委託を受けた鳩山和夫の翻訳によって『緬氏古代法』として刊行されている。
本格的な法制史研究は明治における獨逸学導入の一環としてのドイツの法制史研究の導入によるところが大きい。その先駆者はドイツに渡ってグリムらのゲルマニステン法制史を摂取して帰国した宮崎道三郎である。1893年、東京帝国大学の教授であった宮崎は法制史比較法制史講座の設置を実現させ、自ら担当教官に就任した。宮崎の講義は平安時代末期までの体系化に留まったが、中国やドイツの法制と日本の法制の比較を通じて日本法制史の発展の歴史を把握しようとしたほか、古代日本語と朝鮮語との比較から官制の源泉を探ろうとした。1902年に法制史比較法制史講座は、日本法制史を扱う法制史講座と西洋法制史を扱う比較法制史講座に分離することになる。宮崎の門人で同じくドイツに留学した中田薫はドイツ法制史との比較を通じて荘園や土地所有、封建制の歴史を研究して様々な著作を発表した。また、宮崎の退官後に日本法制史・西洋法制史両方の講義を担当して1937年の退官まで東京帝国大学史学科における法制史研究の中心的存在になった。一方、宮崎が法制史講座を設置する直前に卒業した三浦周行は、小中村や栗田による有職故実系の法制史の継承者としての側面を有していた。その一方で明治以後に日本でも盛んになった文化史や社会史の成果を取り入れて「文化史的法制史学」と呼ばれる一派を自らが設立に関与した京都帝国大学史学科に打ち立てた。こうして東京帝大の中田を中心として過去の法体系に現在の法体系を比較・適用して論理構成を図ろうとする人々と京都帝大の三浦を中心とする法の文化的・歴史的背景とその変遷を重視する人々に分かれる事になる。前者を「文科派」、後者を「法科派」と呼ぶ。また、既存の有職故実の立場からも『古事類苑』の編纂に尽した佐藤誠実の律令研究が文科派・法科派双方に大きな影響を与えている。また、宮崎からローマ法分野を引き継いだ戸水寛人（七博士意見書でも著名）もこの時期の代表的な法制史家である。また、日本の律令法が中国律令法からの継受であることから、明治後期から中国法制史に対する関心も高まり、『清国行政法』を執筆した織田萬や浅井虎夫、廣池千九郎、東川徳治、桑原隲蔵などが現れた。だが、その一方でこうした研究が日本の大陸政策と深く関わっていった側面も見落とす事は出来ない。
大正から昭和戦後期にかけて、三浦の系統は牧健二ら、中田の系統は石井良助や高柳真三らに継承される。牧はドイツ封建制度との比較を取り入れながら鎌倉幕府の成立過程や藩法研究などを行い、特に文保年間の守護補任を巡って中田薫と論争を繰り広げた。石井は中世武家の土地法の研究から知行に関してゲルマン法のゲヴェーレと根本概念を同一とする中田説を否定して、ゲヴェーレとローマ法のポセシオの中間形態とする新説を唱えて牧や高柳と論争を行った。高柳は家族法の研究から明治法制の研究の必要性を唱えたが戦前においては異端扱いを受けることもあったが、戦後においては一転して近代法制史研究の先駆者として評価される事になる。また、江戸時代の刑法・家族法に関する著作も多く残した。この他にも法科派の立場からスタートしながらも国学や文科派の成果を取り入れて律令研究を押し進め、更に文化史・民衆史にも取り組んだ瀧川政次郎や、牧とともに藩法研究の先駆者として知られ、近世民事法の研究でも知られた金田平一郎、牧の門下から後に法科派に転じて近世民事法・藩法の研究から明治公法の研究に進んだ小早川欣吾などが活躍した。中国法制史分野では仁井田陞や島田正郎、ローマ法分野では原田慶吉や後に芦田内閣国務相にもなった船田享二など多種多様な人材が現れた。

### 第2次大戦後の法制史
第2次世界大戦後、法制学においては文科派と法科派の研究方法に対する対立が深まった上に、法律学のみならず歴史学の立場からも存在意義に疑問を呈されるようになる。法律学側からは伝統的な法実証主義に固執して現行法の法体系との比較など、現在の法律学に対する客観的視点の付与といった基礎法学として果たすべき役目を果たしていないとの批判を受けた。一方、歴史学の立場からも歴史における社会的な諸現象を無視して現行法の概念で法体系の違う過去の法制を研究しており、当時の社会・経済的な背景と関連づけて更なる深化を図ろうとする歴史学の流れから乖離しているとして批判を受けた。こうした中で1949年には法制史学会が結成されて11月23日に中央大学で創立大会が開かれた。戦後は、社会史や経済史の立場から法制史研究に携わって国家や支配層以外の町村や寺院、商人団体など社会関係を規律してきたあらゆる規定に関心が向けられ、またこれまでは未開拓の部分が多かった中世法や近代法、更には日本国憲法の制定によって現行法としての地位を失った大日本帝国憲法の法体系を中心に明治維新以後の法体系を研究する近代法の研究も次第に盛んになってきた。特に近代法は日本の国家及び法の近代化の過程と深く関係しており、加えて「旧法」として現在の法体系との関連性を有している事から注目されている分野である。
こうした法制史を巡る変化に関する動きは世界的に強く、法制史と実定法の関係が強いとされるドイツでもローマ法とドイツ民法典との関係の希薄化やゲルマン法とナチズムとの関係に対する批判から法制史の衰退が見られたが、ハインリヒ・ミッタイス（de）やカール・クレッシェル（de）などによって法解釈における法制史の役割について再構築を行う動きが見られた。